# Exocarpos bidwillii
Exocarpos bidwillii är en sandelträdsväxtart som beskrevs av Joseph Dalton Hooker. Exocarpos bidwillii ingår i släktet Exocarpos och familjen sandelträdsväxter. Inga underarter finns listade i Catalogue of Life.